# Новоалександровка (Комсомольський район)
Новоалекса́ндровка (рос. Новоалександровка, чув. Çĕнĕ Александровка) — присілок у складі Комсомольського району Чувашії, Росія. Входить до складу Александровського сільського поселення.
Населення — 68 осіб (2010; 71 у 2002).
Національний склад:
- татари — 71 %
- чуваші — 28 %